# 리하르트 지몬

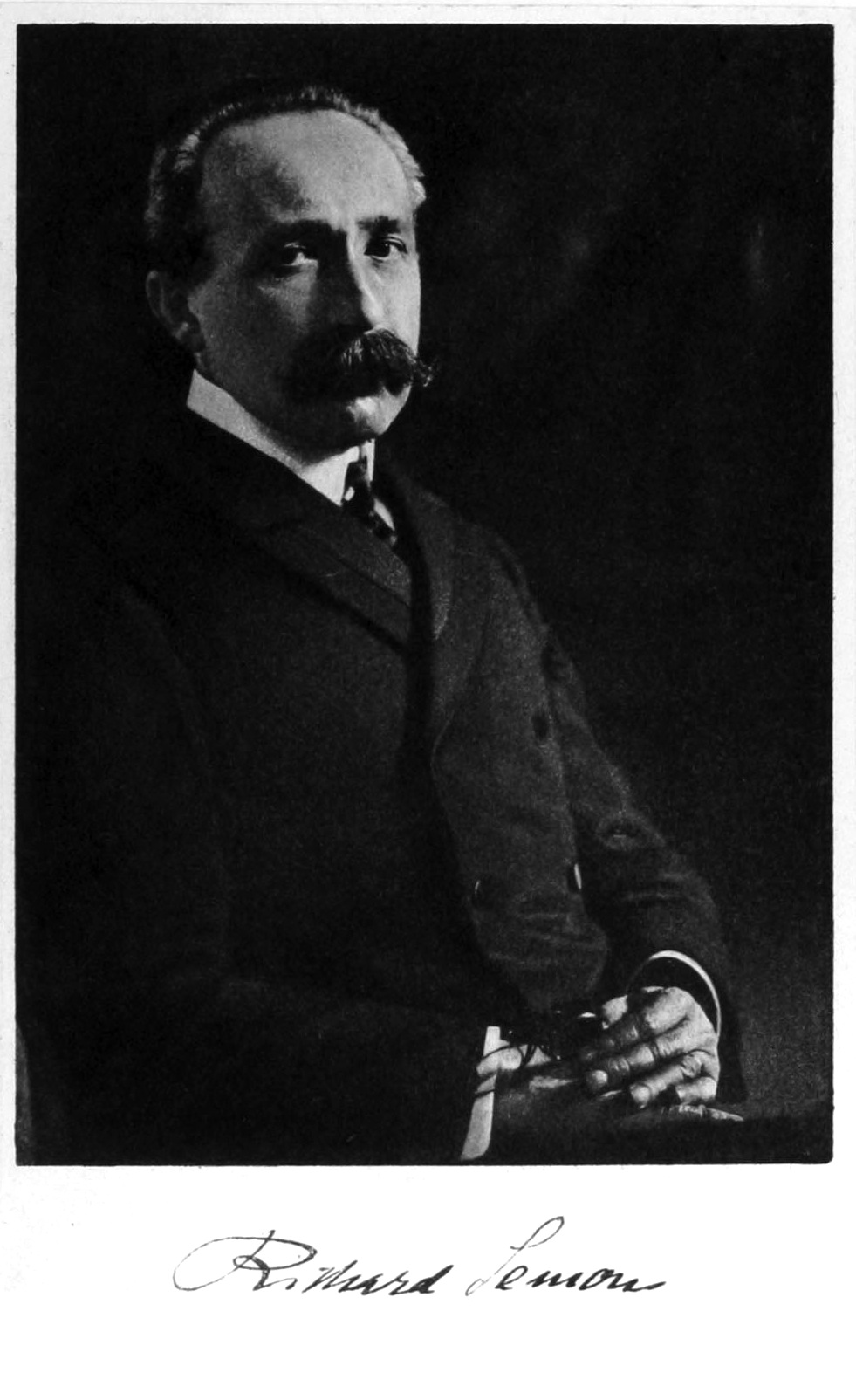
리하르트 지몬

리하르트 볼프강 지몬 (1859년 8월 22일 베를린 - 1918년 12월 27일 뮌헨)은 동물학자이자 진화 생물학자였으며, 획득 형질의 유전을 믿고 이를 사회 진화에 적용한 기억 연구가였다. '기억 흔적'(engram)이라는 용어를 만든 걸로 기억된다.

## 논문
지몬은 모든 심리 상태가 신경의 변화와 일치하는 정신-생리학적 병렬을 제안했다. 므네메 (그리스 여신, 므네메, 기억의 무사)에 대한 그의 생각은 20세기 초반에 개발되었다. 므네메는 외부에서 내부로 향한 경험의 기억을 나타낸다. 원래 자극의 콤플렉스 성분과 닮은 요소가 만났을 때 "므네메 흔적" (또는 "기억 흔적")이 재생산되는 결과가 나타난다. 지몬의 므네메 법칙은 자극이 어떻게 "과민성 물질에 쓰이거나 새겨진,... 영구적 기록"을 만드는지, 즉 이런 본문에 효과적인 경향이 있는 세포 물질에 기초를 둔다 (지몬 1921, p. 24). 역사가 페테리 피에티카이넨에 따르면:
지몬은 정보가 기억에 암호화되어 있고 신경계의 변화를 보존하는 '기억 흔적'(engram)이나 자극의 후유증이 있을 뿐만 아니라, 뇌의 이런 변화 (기억 흔적)가 유전된다고 주장했다. 지몬의 므네메 이론은 라마르크 방식으로 기억 단위가 한 세대에서 다른 세대로 넘어간다고 제안했기에 크게 논란이 되었다.
지몬은 1870년부터 1918년까지 생물학자와 심리학자들 사이에서 인기를 얻은 유기 기억 이론의 지지자였다. 이 이론은 나중에 신뢰할 수 있는 자료를 얻지 못해 과학적 정당성을 잃었으며 유전학의 발전으로 이 이론은 유지될 수 없었다.

## 증거
지몬은 신체의 여러 부위가 "반사적 연축, 공동 운동, 감각 방사선"처럼 무의식적으로 서로 관련되어 "과학적 영향"의 분포를 추측하는 방식으로 증거를 발견했다. 그는 또한 음향학의 고르지 못한 분포와 부흥을 설명하기 위해 "므네메 기계"라는 독창적인 수단을 사용했다.
지몬의 책 디에 므네메는 특이한 예술 사학자인 아비 바르부르크의 므네모시네 계획에 직접적으로 영향을 미쳤다.
므네메는 리차드 도킨스가 만든 별도의 개념인 밈과 혼동해서는 안 된다.

## 죽음
1918년 뮌헨, 제1차 세계 대전이 끝난 직후 지몬은 독일 전쟁에서 독일의 역할과 패배, 그리고 아내의 죽음으로 인해 우울해졌다고 주장하면서 독일 국기에 싸여 자살했다.

## 유산
지몬은 녹색 피 도마뱀의 과학명, 프라시노하이마 세모니로 기념된다.

## 자료
- Christian Goeschel (2009). 《Suicide in Nazi Germany》. Oxford University Press. ISBN 0-19-953256-7.
- Semon, R. (1921). 《The Mneme》. London: George Allen & Unwin.
- Schacter, Daniel (2001). 《Forgotten Ideas, Neglected Pioneers: Richard Semon and the Story of Memory》. Philadelphia: Psychology Press. ISBN 1-84169-052-X.
- Dawkins, R. (1976). 《The Selfish Gene》. Oxford University Press.
- Lars Ludwig (2013). 《Extended Artificial Memory. Toward an integral cognitive theory of memory and technology.》. University of Kaiserslautern. |title=에 외부 링크가 있음 (도움말) (includes a summary, an actualization and extension of the Semonian theory of memory)